# Capela de Santa Ágata (Vila Nova da Baronia)
A Capela de Santa Ágata, também conhecida como Ermida de São Neutel ou Capela de Santa Águeda, é um monumento religioso na freguesia de Vila Nova da Baronia, no Município de Alvito, em Portugal.

## Descrição
O monumento está situado na Herdade de Santa Águeda, nas proximidades da povoação de Vila Nova da Baronia, numa área onde predomina o montado.
Consiste num pequeno santuário, integrado nos estilos gótico final, mudéjar e maneirista. Além da capela em si, o conjunto também é formado pela residência de um ermitão e uma hospedaria para peregrinos. No exterior, tanto a galilé como o portal integram-se na corrente maneirista. No seu interior, está completamente coberta por frescos dos séculos XVII a XVIII, representando um conjunto de ícones populares. As figuras retratam anjos músicos e vários santos, nomeadamente Santa Ágata, São Neutel, Santa Luzia, Santa Catarina de Alexandria, Santo André, Santo Agostinho, São Paulo, São Brás, São Luís, Santo Amaro, São Bartolomeu, Santa Maria Madalena, São João Baptista, Santa Rita de Cássia e São Francisco de Assis.
Também é de especial interesse o elemento da mesa do altar-mor, cujo frontal está forrado com azulejos polícromos do século XVII, retratando aves e motivos vegetalistas em estilo oriental, sendo muito semelhantes aos situados no interior da Igreja Matriz. A cobertura é formada por abóbadas de cruzaria, em arcos ogivais, suportadas por colunas em feixes ou adossadas, e com fechos e mísulas ricamente esculpidos, representando motivos vegetalistas e heráldicos.
Este santuário está ligado a uma romaria de grande importância a nível local, realizada no Domingo de Pascoela, e conhecida como Festa de Santa Águeda e São Neutel, sendo no passado conhecida igualmente como Romaria do Leite. Segundo a tradição, neste dia os lavradores deveriam oferecer leite a Santa Águeda, que era depois vendido à porta da ermida pelos romeiros. Acreditava-se que este ritual garantiria a fertilidade dos rebanhos, enquanto que a forte presença do leite como elemento simbólico está ligado ao processo de tortura de Santa Águeda, durante o qual lhe foram mutilados os seios.
A ermida é o ponto principal da Rota de Sant'Águeda, que também passa por outros monumentos religiosos na freguesia de Vila Nova da Baronia, como a Capela de Nossa Senhora da Conceição e a Igreja Matriz.

## História
A ermida foi provavelmente construída nos princípios do século XVI, sendo originalmente dedicada a São Neutel, uma referência popular ao Santo Eleutério, que foi papa no século II d.C.. Por volta de 1570 terá sido elaborado o retábulo-mor, e no século XVII foi instalada a galilé. Na sequência do Sismo de 1755, ainda nesse ano terá sido construído o portal da capela. Segundo o investigador Túlio Espanca, entre os séculos XVI e XVII existiu um núcleo populacional em redor do santuário, que já desapareceu quase totalmente, tendo apenas sobrevivido algumas casas.
O processo de classificação da capela iniciou-se em 1 de Abril de 1977, com uma proposta por parte da Junta Nacional da Educação, tendo o despacho de homologação sido emitido em 15 de Abril desse ano, no sentido de a elevar a Imóvel de Interesse Público. Porém, só foi oficialmente classificada em 18 de Abril de 2011, pela Portaria n.º 505, que lhe concedeu o estatuto de Monumento de Interesse Público.
Em Fevereiro de 2014, o deputado socialista Luís Pita Ameixa visitou o concelho de Alvito, tendo alertado para os problemas de conservação em que se encontravam alguns dos monumentos, como a Ermida de Santa Ágata, que tinha graves problemas nas coberturas. Em 2016, já estava em fase de concretização um programa da autarquia para o restauro da capela, com o apoio da Direcção-Regional da Cultura, prevendo-se então que a obra iria importar em mais de 200 mil Euros. Em 2019, foi aprovado o programa de Conservação e Restauro da Capela de Santa Ágata / Ermida de S. Neutel, suportado parcialmente por fundos comunitários, e que iria abranger tanto os edifícios em si como os frescos no interior, e permitir a abertura do santuário aos visitantes. Em Maio de 2021 já se tinham iniciado as obras na capela.